# کامباراوا
کامباراوا (به لاتین: Kambarawa) یک منطقهٔ مسکونی در سری‌لانکا است که در استان مرکزی (سری‌لانکا) واقع شده‌است.